# Musée de Préhistoire de Blaubeuren
Le musée de Préhistoire de Blaubeuren (abrégé URMU pour Urgeschichtliche Museum) est un musée spécialisé dans le domaine des artéfacts d'art, instruments de musique, et objets du quotidien des chasseurs-cueilleurs du Paléolithique en Allemagne,. Le musée est situé dans la ville de Blaubeuren, district de Tübingen, arrondissement d'Alb-Danube, Land du Bade-Wurtemberg.
Le musée a été fondé en 1965 dans l'objectif de conserver les trouvailles et les résultats de fouilles menées par le préhistorien Gustav Riek dans la Brillenhöhle (de) et la Große Grotte (de),. L'établissement abrite, entre autres, des pièces issues des fouilles archéologiques effectuées au sein des six sites préhistoriques du Jura souabe inscrits au patrimoine mondial en 2017.
Le musée préhistorique de Blaubeuren fait partie du musée d'archéologie d'état du Bade-Wurtemberg (de) et il est associé à celui de l'université Eberhard Karl, abrité dans le château Hohentübingen,.

## Présentation

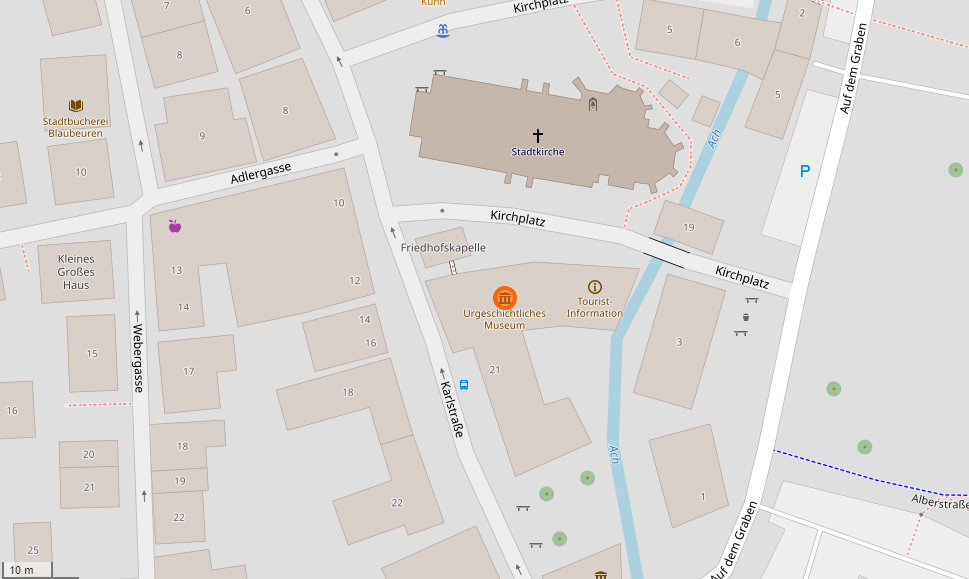
Géolocalisation de l'URMU au sein de la ville de Blaubeuren.

Les salles et galeries du museum préhistorique sont installées dans un hospice (le Heilig-Geist-Spital (de)) et dont les bâtiments sont situés au 10 Kirchplatz et au 21 Karlstrasse, à Blaubeuren, dans le Land du Bade-Wurtemberg,,,.
L'établissement couvre une surface totale de 3 000 m2 ,, dont 2 000 ont été construits et aménagés en 2013-2014.
Le musée accueille, outre des expositions permanentes, des expositions éphémères et des événementiels. Il comporte également un centre pédagogique ainsi qu'une salle destinée aux projections de films documentaires.
Depuis sa réouverture en 2014, l'URMU a reçu un nombre de visiteurs croissant. En 2016 35 000 visiteurs sont venus au museum, et 60 000 en 2017.
La direction scientifique du musée préhistorique de Blaubeuren est assurée par le préhistorien américain Nicholas J. Conard,,, depuis le milieu des années 1990,.

## Historique

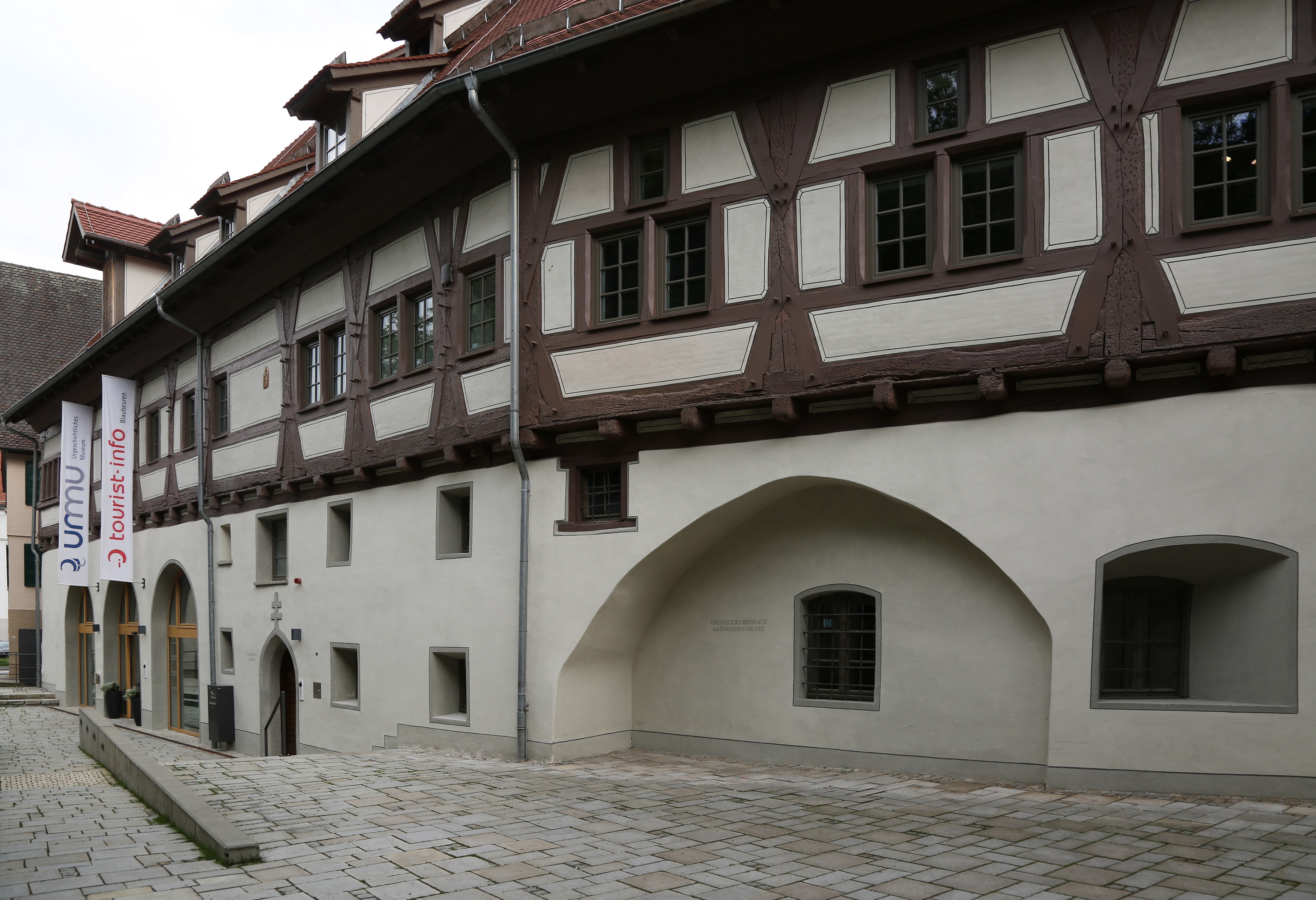
Façade de l'hospice de Blaubeuren, bâtiment abritant l'URMU.

Dans les années 1963-1964, le préhistorien Gustav Riek fait aménager dans un hospice de Blaubeuren une salle d'exposition des artéfacts trouvés sur les sites de la  Brillenhöhle (de), et de la Große Grotte (de),, et lance le projet de créer un « Einzimmer-Museum »,.
Le musée préhistorique est créé l'année suivante, en 1965, dans le but de conserver et d'exposer les trouvailles et les résultats de fouilles des deux sites préhistoriques,,.
Entre 1974 et 1984, l'exposition permanente de l'URMU fait l'objet de réaménagements sous la direction des préhistoriens Joachim Hahn et Hansjürgen Müller-Beck.
À partir de 2002, le museum s'accroît d'une nouvelle salle d'exposition intitulée Galerie d'art de 40 000 années. L'établissement, alors en cours de reconstruction, se voit fermé. Ses portes sont à nouveau ouvertes en mai 2014,,.

## Collections

### Objets d'art mobilier
Du mobilier mis en évidence dans la grotte de Hohle Fels, le musée préhistorique conserve une Vénus complète, un fragment d'une seconde Vénus paléolithique, la figurine d'un homme-lion, une figurine représentant une sauvagine, une tête d'équidé, un phallus, un fragment de pierre décorée de motifs peints en rouge et une hache en bois de cerf décorée d'une figure animalière (possiblement un bovin).

### Instruments de musique
Plusieurs flutes datées du Paléolithique supérieur ont été découvertes dans certaines des grottes préhistoriques du Jura souabe.